# ビクトリア・ホテル
『ビクトリア・ホテル』（Gran Hotel Victoria）とは、フェリシアーノ・ラタサ（Feliciano Latassa）作曲のタンゴ。正しくは「グラン・オテル・ビクトリア」。

## 概要
1907年発表。Hotel Victoria とするレーベルもある。アルゼンチンのコルドバ市の、ホテル・ビクトリア（Hotel Victoria）の開店式に楽団によって演奏されたといわれている。フランシスコ・カナロ楽団、ファン・ダリエンソ楽団、ビセンテ・グレコ楽団、オラシオ・サルガン楽団ほかのレコードがある。今も、インターネットラジオや YouTube で聴かれる曲である。
日本では、天地真理のデビューシングルである『水色の恋』の著作隣接権問題で知られる。